# Championnat d'Europe féminin de volley-ball des moins de 18 ans 2009
Navigation
Brno 2007 2011
Le 8e championnat d'Europe de volley-ball féminin des moins de 18 ans s'est déroulé du 4 au 9 avril 2009 à Rotterdam (Pays-Bas).

## Équipes présentes
| - Pays-Bas (Organisateur) - Allemagne (Vainqueur du Championnat d'Europe 2007) - Serbie (1er Poule A TQCE) - Hongrie(1er Poule B TQCE) - Belgique(1er Poule C TQCE) - Russie (1er Poule D TQCE) | - Turquie (1er Poule E TQCE) - Ukraine (2e Poule A TQCE) - Italie (2e Poule B TQCE) - Grèce (2e Poule C TQCE) - République tchèque (2e Poule D TQCE) - Slovaquie (2e Poule E TQCE) |

### Classement poules de qualification
| Poule A                                                  | Poule B                                               | Poule C                                                              | Poule D                                                                                  | Poule E                                                            |
| -------------------------------------------------------- | ----------------------------------------------------- | -------------------------------------------------------------------- | ---------------------------------------------------------------------------------------- | ------------------------------------------------------------------ |
| Site : Kharkiv Serbie Ukraine Finlande Lituanie Bulgarie | Site : Zocca Hongrie Italie Pologne Slovénie Lituanie | Site : Giannitsa Belgique Grèce Roumanie Estonie Luxembourg Danemark | Site : Ivanić-Grad/Zagreb Russie République tchèque Croatie Biélorussie Autriche Espagne | Site : Alanya Turquie Slovaquie Azerbaïdjan France Portugal Israël |

## Tour préliminaire

### Composition des groupes
| Poule A                                    | Poule B                                   | Poule C                                 | Poule D                                  |
| ------------------------------------------ | ----------------------------------------- | --------------------------------------- | ---------------------------------------- |
| Site : Rotterdam Russie Belgique Slovaquie | Site : Rotterdam Pays-Bas Hongrie Ukraine | Site : Rotterdam Allemagne Serbie Grèce | Site : Rotterdam Italie Turquie Tchéquie |

### Poule A
| No | Équipe    | Points | Matches | Matches | Matches | Sets | Sets   | Sets  | Points | Points | Points |
| No | Équipe    | Points | joués   | gagnés  | perdus  | pour | contre | Ratio | pour   | contre | Ratio  |
| -- | --------- | ------ | ------- | ------- | ------- | ---- | ------ | ----- | ------ | ------ | ------ |
| 1  | Belgique  | 4      | 2       | 2       | 0       | 6    | 2      | 3,000 | 191    | 166    | 1,150  |
| 2  | Slovaquie | 3      | 2       | 1       | 1       | 4    | 3      | 1,333 | 158    | 150    | 1,053  |
| 3  | Russie    | 2      | 2       | 0       | 2       | 1    | 6      | 0,167 | 140    | 173    | 0,809  |

### Poule B
| No | Équipe   | Points | Matches | Matches | Matches | Sets | Sets   | Sets  | Points | Points | Points |
| No | Équipe   | Points | joués   | gagnés  | perdus  | pour | contre | Ratio | pour   | contre | Ratio  |
| -- | -------- | ------ | ------- | ------- | ------- | ---- | ------ | ----- | ------ | ------ | ------ |
| 1  | Hongrie  | 4      | 2       | 2       | 0       | 6    | 3      | 2,000 | 203    | 171    | 1,187  |
| 2  | Ukraine  | 3      | 2       | 1       | 1       | 4    | 5      | 0,800 | 183    | 211    | 0,867  |
| 3  | Pays-Bas | 2      | 2       | 0       | 2       | 4    | 6      | 0,667 | 217    | 221    | 0,982  |

### Poule C
| No | Équipe    | Points | Matches | Matches | Matches | Sets | Sets   | Sets  | Points | Points | Points |
| No | Équipe    | Points | joués   | gagnés  | perdus  | pour | contre | Ratio | pour   | contre | Ratio  |
| -- | --------- | ------ | ------- | ------- | ------- | ---- | ------ | ----- | ------ | ------ | ------ |
| 1  | Serbie    | 4      | 2       | 2       | 0       | 6    | 1      | 6,000 | 171    | 120    | 1,425  |
| 2  | Allemagne | 3      | 2       | 1       | 1       | 4    | 3      | 1,333 | 155    | 147    | 1,054  |
| 3  | Grèce     | 2      | 2       | 0       | 2       | 0    | 6      | 0,000 | 91     | 150    | 0,607  |

### Poule D
| No | Équipe   | Points | Matches | Matches | Matches | Sets | Sets   | Sets  | Points | Points | Points |
| No | Équipe   | Points | joués   | gagnés  | perdus  | pour | contre | Ratio | pour   | contre | Ratio  |
| -- | -------- | ------ | ------- | ------- | ------- | ---- | ------ | ----- | ------ | ------ | ------ |
| 1  | Italie   | 4      | 2       | 2       | 0       | 6    | 2      | 3,000 | 188    | 151    | 1,245  |
| 2  | Turquie  | 3      | 2       | 1       | 1       | 5    | 5      | 1,000 | 212    | 226    | 0,938  |
| 3  | Tchéquie | 2      | 2       | 0       | 2       | 2    | 6      | 0,333 | 165    | 188    | 0,878  |

## Phase finale

### Classements 9-12
|  | Tour de classement                            | Tour de classement                            |           |   | 9e place                                      | 9e place                                      |
|  | Tour de classement                            | Tour de classement                            |           |   | 9e place                                      | 9e place                                      |
|  |                                               |                                               |           |   |                                               |                                               |
|  | Rotterdam, 07-04-09 (25-17 23-25 26-24 25-20) | Rotterdam, 07-04-09 (25-17 23-25 26-24 25-20) |           |   | Rotterdam, 08-04-09 (23-25 25-23 25-23 25-22) | Rotterdam, 08-04-09 (23-25 25-23 25-23 25-22) |
|  | Rotterdam, 07-04-09 (25-17 23-25 26-24 25-20) | Rotterdam, 07-04-09 (25-17 23-25 26-24 25-20) |           |   | Rotterdam, 08-04-09 (23-25 25-23 25-23 25-22) | Rotterdam, 08-04-09 (23-25 25-23 25-23 25-22) |
|  | Russie                                        | 3                                             |           |   | Rotterdam, 08-04-09 (23-25 25-23 25-23 25-22) | Rotterdam, 08-04-09 (23-25 25-23 25-23 25-22) |
|  | Russie                                        | 3                                             |           |   | Rotterdam, 08-04-09 (23-25 25-23 25-23 25-22) | Rotterdam, 08-04-09 (23-25 25-23 25-23 25-22) |
|  | Pays-Bas                                      | 1                                             |           |   | Rotterdam, 08-04-09 (23-25 25-23 25-23 25-22) | Rotterdam, 08-04-09 (23-25 25-23 25-23 25-22) |
|  | Pays-Bas                                      | 1                                             | Russie    | 3 |                                               |                                               |
|  | Rotterdam, 07-04-09 (16-25 15-25 20-25)       |                                               | Russie    | 3 |                                               |                                               |
|  |                                               | Tchéquie                                      | 1         |   |                                               |                                               |
|  | Grèce                                         | Tchéquie                                      | 1         | 0 |                                               |                                               |
|  | Grèce                                         |                                               |           | 0 |                                               |                                               |
|  | Tchéquie                                      | 3                                             |           |   |                                               |                                               |
|  | Tchéquie                                      | 3                                             | 11e place |   |                                               |                                               |
|  |                                               |                                               |           |   |                                               |                                               |
|  | Rotterdam, 08-04-09 (25-18 20-25 25-16 25-15) |                                               |           |   |                                               |                                               |
|  |                                               |                                               |           |   |                                               |                                               |
|  | Pays-Bas                                      | 3                                             |           |   |                                               |                                               |
|  | Pays-Bas                                      | 3                                             |           |   |                                               |                                               |
|  | Grèce                                         | 0                                             |           |   |                                               |                                               |
|  | Grèce                                         | 0                                             |           |   |                                               |                                               |

### Classements 5-8
|  | Tour de classement                            | Tour de classement                      |           |   | 5e place                                           | 5e place                                           |
|  | Tour de classement                            | Tour de classement                      |           |   | 5e place                                           | 5e place                                           |
|  |                                               |                                         |           |   |                                                    |                                                    |
|  | Rotterdam, 08-04-09 (20-25 14-25 23-25)       | Rotterdam, 08-04-09 (20-25 14-25 23-25) |           |   | Rotterdam, 09-04-09 (24-26 25-16 25-22 19-25 6-15) | Rotterdam, 09-04-09 (24-26 25-16 25-22 19-25 6-15) |
|  | Rotterdam, 08-04-09 (20-25 14-25 23-25)       | Rotterdam, 08-04-09 (20-25 14-25 23-25) |           |   | Rotterdam, 09-04-09 (24-26 25-16 25-22 19-25 6-15) | Rotterdam, 09-04-09 (24-26 25-16 25-22 19-25 6-15) |
|  | Ukraine                                       | 0                                       |           |   | Rotterdam, 09-04-09 (24-26 25-16 25-22 19-25 6-15) | Rotterdam, 09-04-09 (24-26 25-16 25-22 19-25 6-15) |
|  | Ukraine                                       | 0                                       |           |   | Rotterdam, 09-04-09 (24-26 25-16 25-22 19-25 6-15) | Rotterdam, 09-04-09 (24-26 25-16 25-22 19-25 6-15) |
|  | Allemagne                                     | 3                                       |           |   | Rotterdam, 09-04-09 (24-26 25-16 25-22 19-25 6-15) | Rotterdam, 09-04-09 (24-26 25-16 25-22 19-25 6-15) |
|  | Allemagne                                     | 3                                       | Allemagne | 2 |                                                    |                                                    |
|  | Rotterdam, 08-04-09 (16-25 19-25 21-25)       |                                         | Allemagne | 2 |                                                    |                                                    |
|  |                                               | Turquie                                 | 3         |   |                                                    |                                                    |
|  | Hongrie                                       | Turquie                                 | 3         | 0 |                                                    |                                                    |
|  | Hongrie                                       |                                         |           | 0 |                                                    |                                                    |
|  | Turquie                                       | 3                                       |           |   |                                                    |                                                    |
|  | Turquie                                       | 3                                       | 7e place  |   |                                                    |                                                    |
|  |                                               |                                         |           |   |                                                    |                                                    |
|  | Rotterdam, 09-04-09 (17-25 19-25 25-16 22-25) |                                         |           |   |                                                    |                                                    |
|  |                                               |                                         |           |   |                                                    |                                                    |
|  | Ukraine                                       | 1                                       |           |   |                                                    |                                                    |
|  | Ukraine                                       | 1                                       |           |   |                                                    |                                                    |
|  | Hongrie                                       | 3                                       |           |   |                                                    |                                                    |
|  | Hongrie                                       | 3                                       |           |   |                                                    |                                                    |

### Classements 1-4
|  | Quarts de finale                              | Quarts de finale                                    |                                               |                                               | Demi-finales                                  | Demi-finales                                  |   |  | Finale                                        | Finale                                        |
|  | Quarts de finale                              | Quarts de finale                                    |                                               |                                               | Demi-finales                                  | Demi-finales                                  |   |  | Finale                                        | Finale                                        |
|  |                                               |                                                     |                                               |                                               |                                               |                                               |   |  |                                               |                                               |
|  | Rotterdam, 07-04-09 (25-20 25-17 25-15)       | Rotterdam, 07-04-09 (25-20 25-17 25-15)             |                                               |                                               | Rotterdam, 08-04-09 (25-23 21-25 25-21 25-19) | Rotterdam, 08-04-09 (25-23 21-25 25-21 25-19) |   |  | Rotterdam, 09-04-09 (25-23 25-21 10-25 25-17) | Rotterdam, 09-04-09 (25-23 25-21 10-25 25-17) |
|  | Rotterdam, 07-04-09 (25-20 25-17 25-15)       | Rotterdam, 07-04-09 (25-20 25-17 25-15)             |                                               |                                               | Rotterdam, 08-04-09 (25-23 21-25 25-21 25-19) | Rotterdam, 08-04-09 (25-23 21-25 25-21 25-19) |   |  | Rotterdam, 09-04-09 (25-23 25-21 10-25 25-17) | Rotterdam, 09-04-09 (25-23 25-21 10-25 25-17) |
|  | Belgique                                      | 3                                                   |                                               |                                               | Rotterdam, 08-04-09 (25-23 21-25 25-21 25-19) | Rotterdam, 08-04-09 (25-23 21-25 25-21 25-19) |   |  | Rotterdam, 09-04-09 (25-23 25-21 10-25 25-17) | Rotterdam, 09-04-09 (25-23 25-21 10-25 25-17) |
|  | Belgique                                      | 3                                                   |                                               |                                               | Rotterdam, 08-04-09 (25-23 21-25 25-21 25-19) | Rotterdam, 08-04-09 (25-23 21-25 25-21 25-19) |   |  | Rotterdam, 09-04-09 (25-23 25-21 10-25 25-17) | Rotterdam, 09-04-09 (25-23 25-21 10-25 25-17) |
|  | Ukraine                                       | 0                                                   |                                               |                                               | Rotterdam, 08-04-09 (25-23 21-25 25-21 25-19) | Rotterdam, 08-04-09 (25-23 21-25 25-21 25-19) |   |  | Rotterdam, 09-04-09 (25-23 25-21 10-25 25-17) | Rotterdam, 09-04-09 (25-23 25-21 10-25 25-17) |
|  | Ukraine                                       | 0                                                   | Belgique                                      | 3                                             |                                               |                                               |   |  | Rotterdam, 09-04-09 (25-23 25-21 10-25 25-17) | Rotterdam, 09-04-09 (25-23 25-21 10-25 25-17) |
|  | Rotterdam, 07-04-09 (25-19 25-20 25-17)       |                                                     | Belgique                                      | 3                                             |                                               |                                               |   |  | Rotterdam, 09-04-09 (25-23 25-21 10-25 25-17) | Rotterdam, 09-04-09 (25-23 25-21 10-25 25-17) |
|  |                                               | Italie                                              | 1                                             |                                               |                                               |                                               |   |  | Rotterdam, 09-04-09 (25-23 25-21 10-25 25-17) | Rotterdam, 09-04-09 (25-23 25-21 10-25 25-17) |
|  | Italie                                        | Italie                                              | 1                                             | 3                                             |                                               |                                               |   |  | Rotterdam, 09-04-09 (25-23 25-21 10-25 25-17) | Rotterdam, 09-04-09 (25-23 25-21 10-25 25-17) |
|  | Italie                                        |                                                     |                                               | 3                                             |                                               |                                               |   |  | Rotterdam, 09-04-09 (25-23 25-21 10-25 25-17) | Rotterdam, 09-04-09 (25-23 25-21 10-25 25-17) |
|  | Allemagne                                     | 0                                                   |                                               |                                               |                                               |                                               |   |  | Rotterdam, 09-04-09 (25-23 25-21 10-25 25-17) | Rotterdam, 09-04-09 (25-23 25-21 10-25 25-17) |
|  | Allemagne                                     | 0                                                   | Belgique                                      | 3                                             |                                               |                                               |   |  |                                               |                                               |
|  | Rotterdam, 07-04-09 (25-18 23-25 23-25 23-25) |                                                     | Belgique                                      | 3                                             |                                               |                                               |   |  |                                               |                                               |
|  |                                               | Serbie                                              | 1                                             |                                               |                                               |                                               |   |  |                                               |                                               |
|  | Hongrie                                       | Serbie                                              | 1                                             | 1                                             |                                               |                                               |   |  |                                               |                                               |
|  | Hongrie                                       | Rotterdam, 08-04-09 (15-25 25-21 25-21 21-25 10-15) |                                               | 1                                             |                                               |                                               |   |  |                                               |                                               |
|  | Slovaquie                                     | 3                                                   |                                               |                                               |                                               |                                               |   |  |                                               |                                               |
|  | Slovaquie                                     | 3                                                   | Slovaquie                                     | 2                                             |                                               |                                               |   |  |                                               |                                               |
|  | Rotterdam, 07-04-09 (25-15 25-19 25-23)       | Rotterdam, 07-04-09 (25-15 25-19 25-23)             | Slovaquie                                     | 2                                             | Match pour la 3e place                        | Match pour la 3e place                        |   |  |                                               |                                               |
|  | Rotterdam, 07-04-09 (25-15 25-19 25-23)       | Rotterdam, 07-04-09 (25-15 25-19 25-23)             |                                               | Serbie                                        | Match pour la 3e place                        | Match pour la 3e place                        | 3 |  |                                               |                                               |
|  | Serbie                                        | 3                                                   | Rotterdam, 09-04-09 (25-15 25-12 20-25 25-23) | Rotterdam, 09-04-09 (25-15 25-12 20-25 25-23) |                                               |                                               | 3 |  |                                               |                                               |
|  | Serbie                                        | 3                                                   | Rotterdam, 09-04-09 (25-15 25-12 20-25 25-23) | Rotterdam, 09-04-09 (25-15 25-12 20-25 25-23) |                                               |                                               |   |  |                                               |                                               |
|  | Turquie                                       | 0                                                   |                                               | Italie                                        | 3                                             |                                               |   |  |                                               |                                               |
|  | Turquie                                       | 0                                                   |                                               | Italie                                        | 3                                             |                                               |   |  |                                               |                                               |
|  |                                               |                                                     |                                               |                                               |                                               |                                               |   |  | Slovaquie                                     | 1                                             |
|  |                                               |                                                     |                                               |                                               |                                               |                                               |   |  | Slovaquie                                     | 1                                             |

## Classement final
| Place              | Équipe             |
| ------------------ | ------------------ |
| Médaille d'or      | Belgique           |
| Médaille d'argent  | Serbie             |
| Médaille de bronze | Italie             |
| 4                  | Slovaquie          |
| 5                  | Turquie            |
| 6                  | Allemagne          |
| 7                  | Hongrie            |
| 8                  | Ukraine            |
| 9                  | Russie             |
| 10                 | République tchèque |
| 11                 | Pays-Bas           |
| 12                 | Grèce              |

## Distinctions individuelles
- MVP :  Lise Van Hecke
- Meilleure marqueuse :  Lise Van Hecke
- Meilleure attaquante :  Lise Van Hecke
- Meilleure serveuse :  Sara Klisura
- Meilleure contreuse :  Giulia Pisani
- Meilleure passeuse :  Ilka Van de Vyver
- Meilleur libéro :  Marija Mihajlović